# Tomoplagia biseriata
Tomoplagia biseriata
 es una especie de insecto del género Tomoplagia de la familia Tephritidae del orden Diptera. 
Friedrich Hermann Loew la describió científicamente por primera vez en el año 1873.